# Books from Boxes
Books From Boxes è il secondo singolo estratto dall'album dei Maxïmo Park Our Earthly Pleasures. Il testo, come la maggior parte dei testi dell'album, è stato scritto da Paul Smith e Duncan Lloyd. Il singolo fu pubblicato in Europa il 10 giugno 2007, soprattutto per il Regno Unito, e l'11 giugno 2007 negli Stati Uniti. Il singolo segue il successo del precedente; appena pubblicato entrò subito nella "UK Singles Chart" fino ad arrivare alla #16, e nella "Germany Singles Chart" arrivò alla #89.

## Tracce
- Versione Standard

1. Books from Boxes (Radio Edit) - 3:16
2. I'm Gonna Be (500 Miles) - 2:50 (Radio 1 Live version)
3. The Unshockable - 3:16 (Original demo version)

- White vinyl

1. Books from Boxes - 3:28
2. Obstinate Ideas - 3:14

- Blue vinyl

1. Books from Boxes - 3:21 (Original demo version)
2. Don McPhee - 3:49

- Formato digitale esclusivo 1 (Recordstore Bundle Only)[1]

1. Books from Boxes - 3:05 (Acoustic version)

- Formato digitale esclusivo 2 (Recordstore Bundle Only)[1]

1. Books from Boxes - 3:70 (Live in Amsterdam)

- Versione EP

1. Books from Boxes (Radio Edit) - 3:16
2. Books from Boxes - 3:21 (Original demo version)
3. Obstinate Ideas - 3:14
4. Don McPhee - 3:49